# Åkersberga
Åkersberga – miejscowość (tätort) w Szwecji, w regionie administracyjnym (län) Sztokholm. Siedziba władz (centralort) gminy Österåker.
Miejscowość jest położona w prowincji historycznej (landskap) Uppland, ok. 30 km na północny wschód od centrum Sztokholmu w południowej części Roslagen. 
Okoł 6 km na zachód od Åkersberga przebiega trasa europejska E18. Wąskotorowa kolej aglomeracyjna Roslagsbanan obsługuje połączenie kolejowe ze Sztokholmem (linia L28).
W 2010 r. Åkersberga liczyła 28 033 mieszkańców.